# Tóth Péter (labdarúgó)
Tóth Péter (Szombathely, 1977. június 25. –) magyar labdarúgó.

## Pályafutása
Hivatásos pályafutását szülővárosának csapatában, a Haladásban kezdte 1996-ban. Ott egészen 2004-ig szerepelt. A 2001–2002-es idény végéig az első osztályban játszott, a bajnokság végén azonban kiesett csapatával. Egy év másodosztályú tagság után a csapat a Pécsi MFC mögött a második helyen végezve visszajutott az NB I-be, ám ott nem tudott bennmaradni. A bajnokság végén távozott a kiesett Haladástól a Győri ETO-hoz. Az ETO-ban két és fél szezont töltött el az NB I-ben, amikor a 2006–2007-es bajnokság téli szünetében visszaigazolt korábbi egyesületébe. A Haladással a második idényében visszajutott az élvonalba az NB II Nyugati csoportjának bajnokaként.

## Sikerei, díjai

### Klubcsapattal
- Haladás:
  - Magyar első osztály bronzérmese (NB I): 2009
  - Magyar másodosztály bajnoka (NB II – Nyugati csoport): 2008
  - Magyar másodosztály ezüstérmese (NB I/B): 2003
  - Bajnokok Ligája győzelem: 2009,2010,2011